# پونی کوچولو: دختران اکواستریا - رنگین‌کمان راک
پونی کوچولو: دختران اکواستریا - رنگین‌کمان راک (انگلیسی: My Little Pony: Equestria Girls - Rainbow Rocks) فیلمی کانادایی - آمریکایی با ژانر فانتزی و موزیکال است. نوشته شده توسط مگان مک‌کارتی و به کارگردانی جیسون تیسن، در ایالات متحده به عنوان دنباله ای از پونی کوچولو: دختران اکواستریا ساخته شده‌است.
این فیلم توسط منتقدان به خوبی پذیرفته شده‌است، و آن را بسیار بهتر از قسمت اول توصیف کرده‌اند. دنباله‌های این فیلم، بازی‌های دوستانه و افسانه اورفری می‌باشند.

## طرح
دانش آموزان دبیرستان کنترلات بعد از شکست سانست شیمر که حالا دانش آموز خوبی شده شده‌، هنوز باور دارند که او عوض نشده‌است. در همین حال سایرن‌ها به آنجا می‌آیند تا انرژی اکواستریایی آنجا را بگیرند. سانست شیمر و بقیه متوجه می‌شوند و ماجرا را به توایلایت توضیح می‌دهند؛ توایلایت هم دست به کار شده و دستگاهی می‌سازد تا بتواند دوباره به دنیای انسانها برگشته و به بقیهٔ دوستان زمینی خود کمک کند …

## بازیگران
- تارا استرانگ به عنوان توایلایت اسپارکل
- اشلی بال به عنوان رینبودش و اپل جک

(رینبودش: یکی از گیتاریست‌های گروه رینبومز و نشانه وفاداری)، (اپل جک: گیتاریست بیس گروه رینبومز و نشانه صداقت)
- اندریا لیبمن به عنوان پینکی پای و فلاترشای

(پینکی پای: درامر گروه رینبومز و نشانه شادی)، (فلاترشای: کسی که در گروه رینبومز ساز زنگی می‌زند و نشانه مهربانی)
- تبیثا سن‌ژرمان به عنوان رریتی و معاون لونا

(رریتی: کیتاریست گروه رینبومز و نشانه سخاوت)، (معاون لونا: معاون اول مدرسه کنترلات و خواهر پرنسس سلستیا)
- کتی وسلاک به عنوان اسپایک

دستیار پرنسس توآلایت
- ربه‌کا شویکت به عنوان سانست شیمر.

یک پونی اکواستریایی که اکواستریا را ترک کرد و دنیای انسانها رفت
- کاظومی اوانز به عنوان آداجیو دیزل

رهبر سیرنها و رئیس گروه دیزیلینگ
- مایرکه هندریکسه به عنوان سوناتا داسک

یکی از سایرن‌ها و همخوان گروه دیزلینگ
- دیانا کارینا به عنوان آریا بلیز

یکی از سایرن‌ها و همخوان گروه دیزلینگ
- وینسنت تانگ به عنوان فلش سنتری[۴]
- کاتلین بر به عنوان تریکسی

تردست و گیتاریست گروه خودش
- نیکول آلیور به عنوان مدیر سلستیا

مدیر مدرسه کنترلات و خواهر معاون لونا